# 灰顳孔鱈
灰顳孔鱈，為輻鰭魚綱鱈形目鼠尾鱈科的其中一種，分布於東南太平洋秘魯至智利中部海域，屬深海底棲性魚類，深度250-980公尺，本魚吻長且尖，體覆鱗甲，體淺灰色，體長可達44公分，棲息在底層水域，生活習性不明。

## 扩展阅读
維基物種上的相關：灰顳孔鱈